# Costas Kapitanis
Costas Kapitanis, né le 21 mai 1964 à Famagouste, est un arbitre chypriote de football.

## Carrière
Il a officié dans des compétitions majeures : 
- Championnat d'Europe de football des moins de 16 ans 1996
- Championnat d'Europe de football des moins de 19 ans 1999
- Coupe du monde de football des moins de 17 ans 1999 (3 matchs)